# Fettjetjärnen (Sundsjö socken, Jämtland)
Fettjetjärnen är en sjö i Bräcke kommun i Jämtland och ingår i Indalsälvens huvudavrinningsområde.